# ポルトガル王政復古戦争

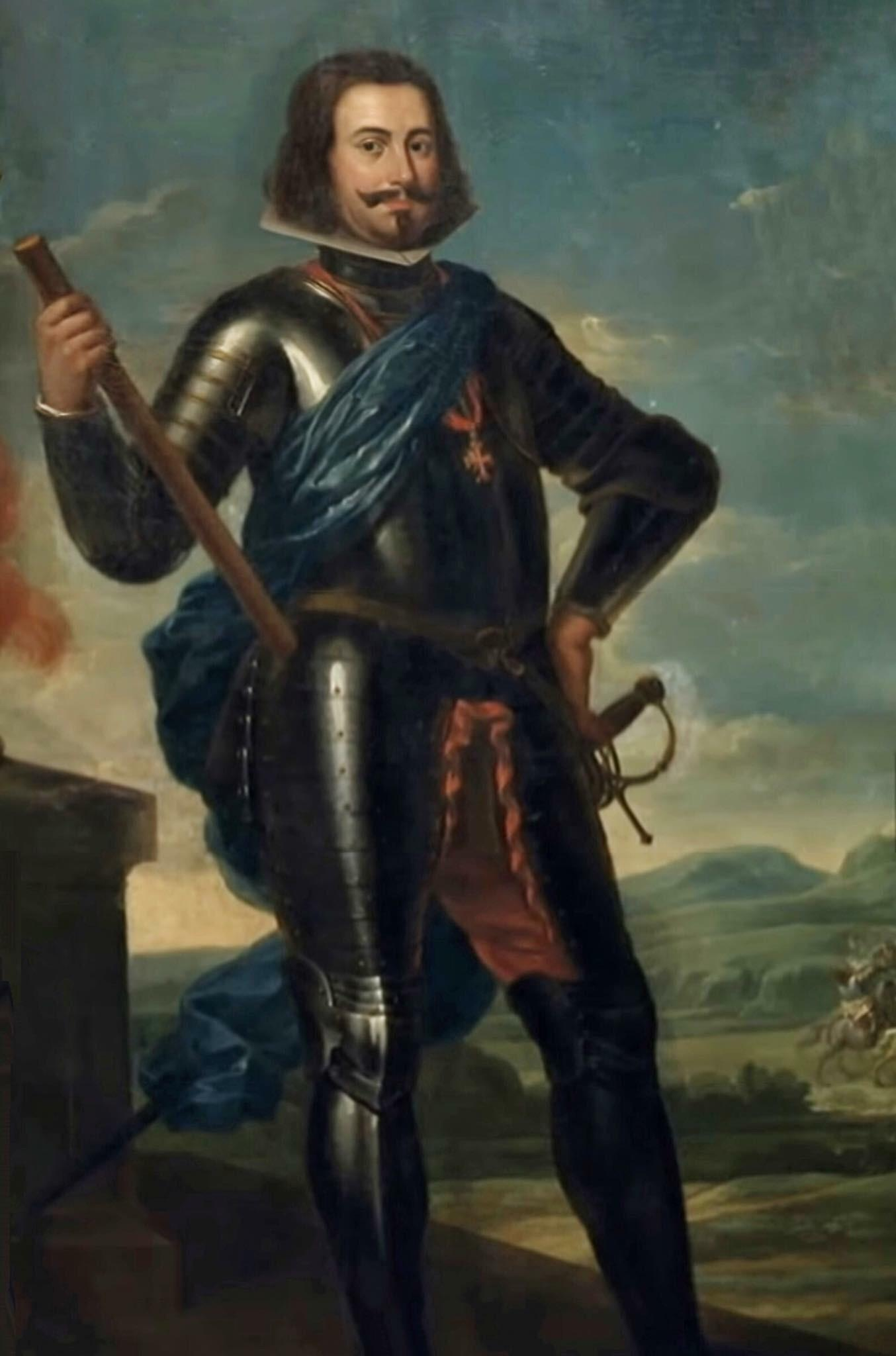
ジョアン4世

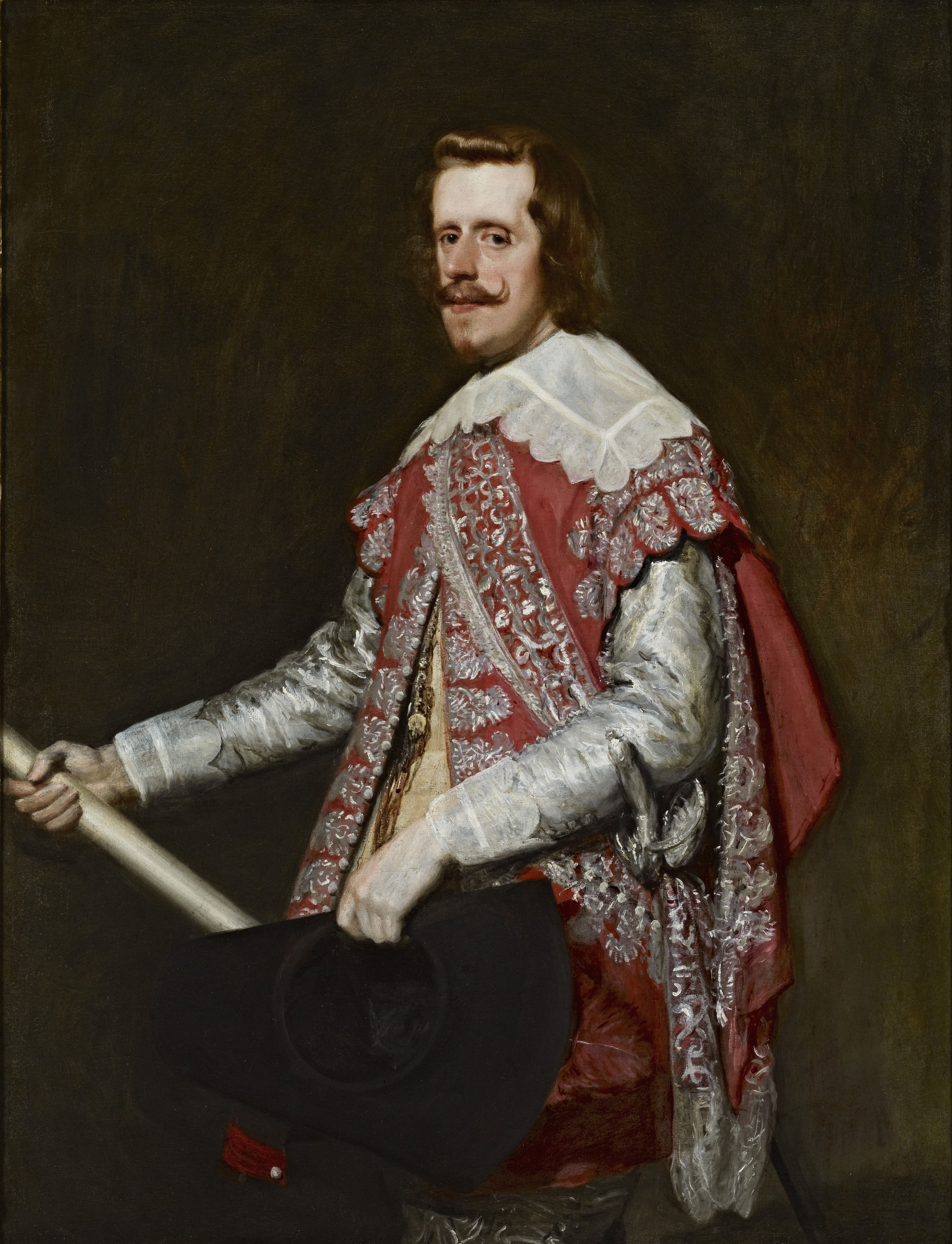
フェリペ4世

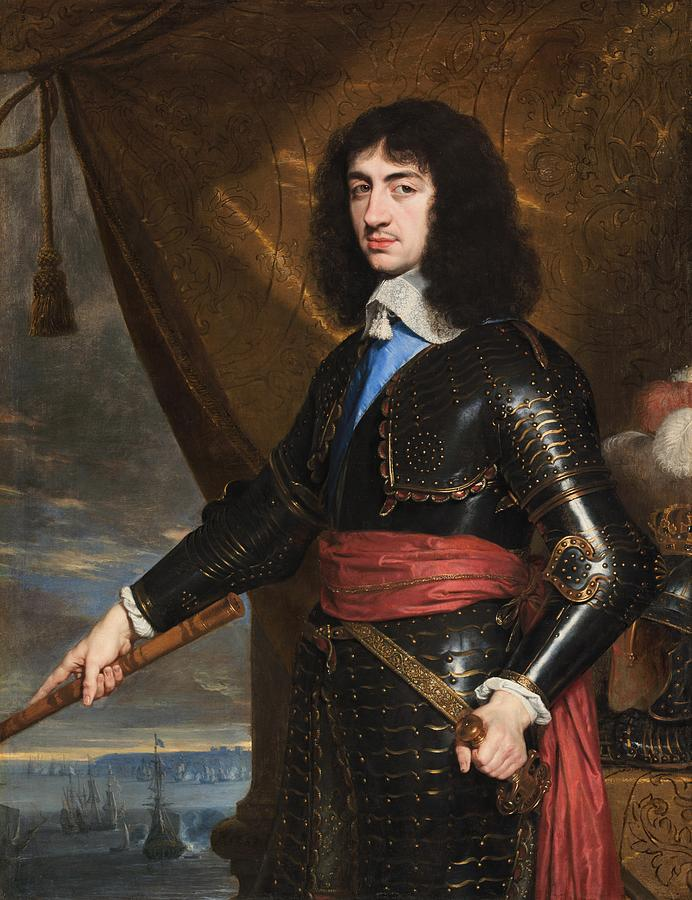
チャールズ2世

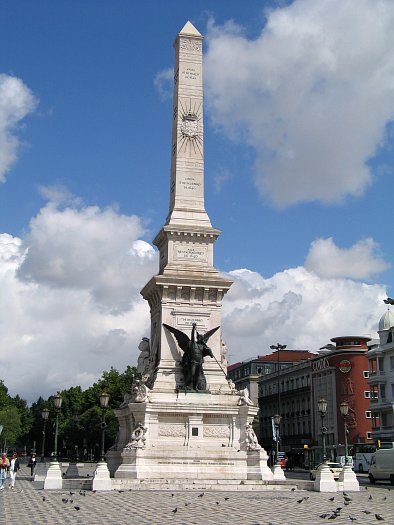
レスタウラドーレス広場中央に立つオベリスク

ポルトガル王政復古戦争（ポルトガルおうせいふっこせんそう、葡: Guerra da Restauração、西: Guerra de Restauración portuguesa）は、1640年のポルトガル革命に伴って起きたスペイン帝国とポルトガル王国との間の戦争である。これにより、事実上60年にわたって続いていたポルトガルとスペインの同君連合が解消された。19世紀に流行したロマン主義の歴史家らによってこの名がつけられた。

## 概要

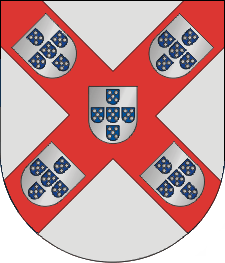
ブラガンサ家の紋章

17世紀から18世紀のポルトガルでは、喝采戦争（Guerra da Aclamação）の名で知られていた。単にポルトガルを支配する王朝、断絶したアヴィス家に代えて（その庶流の分家にあたる）ブラガンサ家を復古させるものとして、ポルトガル憲法の下で専制君主を追放し、国にふさわしい別の適した王家を喝采で迎えた（または選んだ）ということである。これは既に、ポルトガル史上で数度起こったことでもある。
1580年にフェリペ2世（ポルトガルではフィリペ1世）がイベリア連合を成立させた時、彼はポルトガル貴族をスペイン宮廷で優遇し、ポルトガルの独自の法律、通貨、政府の保持を約束し、リスボンは王国の首都であり続けた。しかしフェリペ3世（ポルトガルではフィリペ2世）時代から、スペインは帝国を構成するカタルーニャ、アラゴン、ナバラ、ポルトガルの自治を縮小させ、中央集権化を図るようになった。
フェリペ4世（ポルトガルではフィリペ3世）は、増大する戦費の調達のためポルトガル商人に重税を課し、ポルトガル政府の重職はマドリードから派遣されたカスティーリャ人か親スペイン派ポルトガル人で占められるようになっていった。フィリペ3世は、ポルトガル貴族から権力を奪い、ポルトガルをスペイン帝国を構成する単なる州に変える思惑があった。また、ポルトガル軍はスペインが展開する対外戦争に駆り出された。スペインに対する反感は確実にポルトガル国内に蔓延していた。1637年8月、エヴォラで徴税人の家に火がつけられるのをきっかけに、マヌエリーニョ反乱 (pt) が起きた。各都市に広まった反乱は直ちに鎮圧されたが、革命の機運はさらに盛り上がった。1640年6月に発生したカタルーニャの収穫人戦争では、スペイン宰相オリバーレス伯爵が鎮圧にポルトガル軍までも投入したことがポルトガルの反感を買った。スペインがカタルーニャ鎮圧に手間取ったことで、ポルトガル貴族たちはこれを契機に計画を練った。
喝采革命は1640年12月1日にリスボンで始まった。そして革命は瞬く間にポルトガル国内、植民地中に支持された。そして1668年には、ヨーロッパにおけるスペインとの28年間に及ぶ戦争、アジア・アメリカ大陸を主戦場にしたオランダ共和国との戦争をついに和平で終わらせ、ポルトガルにもたらされた三十年戦争が終わったのである。

## 経過

### フランスの思惑
ルイ13世の宰相リシュリュー枢機卿はスペインとの戦いにおいて、マドリードのスペイン政府の支持と財政支援を受けていたフランス国内の騒擾分子を統制し、同時にスペイン・ハプスブルク家との戦争における3つの前線に軍隊を派遣せねばならなかった。これはフェリペ4世が異なる称号のもとでフランドルとフランシュ＝コンテ、すなわちフランスの北部と東部に接する地域を支配していたためである。加えて、フェリペ4世はイタリアにおいても広範囲の支配を行っており、スペイン国王の意志次第では第4の前線を開くことも可能となっていた。 
このため宰相リシュリューは、フェリペ4世の関心事を自国の内政問題へと転換させる方針を採り、喝采戦争の期間ジョアン4世の王位請求を支持した。これは火縄銃の導入で名声を獲得し、当時なおヨーロッパ最強と謳われていたスペイン軍との衝突を避けるためである。この方針は、ポルトガルとの戦争によってスペインは資材と兵力を消耗するとの観測に基づいている。ポルトガル＝フランス間の同盟は、ジョアン4世の後を継いだアフォンソ6世と、サヴォワ＝ヌムール公の娘マリー・フランソワーズ（母方の祖父がルイ13世の庶弟ヴァンドーム公セザール）との婚姻を導いた。しかしリシュリューの後継者マザランは、1659年のピレネー条約においてマドリードとの単独講和に署名し、フェリペ4世を正当なポルトガル王として承認するという文言によりポルトガルおよびカタルーニャとの同盟を破棄することとなった。

### オランダの対ポルトガル政策
かつてオランダ共和国は、互いに共通の敵であるスペインと対抗し牽制するため、ポルトガルとのヨーロッパでの休戦協定に調印したことがあった。オランダはセトゥーバルにある製塩工場の塩の購入を再開し、ポルトガルとのヨーロッパにおける二カ国間通商を復活させた。八十年戦争（1568年 - 1647年）勃発後にスペイン・ハプスブルク家が、1580年のポルトガル併合 (en) を経てポルトガル王位を獲得した時に、オランダとの友好関係には終止符が打たれていた。
1602年、オランダ東インド会社とオランダ西インド会社は、アメリカ大陸、アフリカ、インド、極東にあるポルトガル領植民地への攻撃を開始した。これは蘭葡戦争 (en) と呼ばれ、八十年戦争の一部と見なされており、オランダがハプスブルク領となったポルトガル植民地の香料及び砂糖貿易権を奪おうとしたことが原因である。一時はブラジル、アフリカのポルトガル植民地が、イングランドと同盟したオランダに奪われた。スペインが広大な国土を維持するためヨーロッパで戦争を繰り返す間、手薄になったポルトガル植民地をオランダが狙ったのである。オランダ側は、スペインがヨーロッパでの戦争に翻弄される状況を歓迎し、ジョアン4世が1640年に再独立を宣言してその承認をオランダに迫った際も、承認と停戦はしたものの、条約を結ばなかった。しかし、オランダは小規模な軍事支援を行い、後の名将デ・ロイテルのデビュー戦となるサン・ビセンテ岬の海戦(1640年)でスペイン艦隊に損害を与えている。この時点で、イングランドはオランダとの同盟からポルトガルへ乗り換えることを決めていた。
1661年、ハーグ条約でポルトガルとオランダの和平が成立した。

### イングランドとの古い同盟
この時代のイングランド王国は、イングランド内戦の渦中にあった。イングランドにおいて議会派が内戦に勝利しつつあった一方で、ポルトガル宮廷はイングランドの王子たちを正当なイングランド王位継承者として承認しており、これは様々な問題の原因となった。チャールズ1世の廃位と処刑を行ったイングランド共和国が存在していた期間、この問題が常に存在していた。チャールズ2世の王政復古後、ポルトガルは従来のイングランドとの同盟を刷新し、ジョアン4世の王女カタリナとチャールズ2世の婚姻によって対スペイン関係における国外からの支援を回復することで、フランスからの支援（これは限定的であったが）の損失分を補うことが可能になった。終戦時にスペインとの和平が可能となった大きな要因は、イングランドとの同盟関係である。スペインは当時三十年戦争で国力を使い尽くして疲弊しており、他のヨーロッパ強国とさらなる戦争を遂行する余力は残っていなかった。なおこの時、ポルトガル側からカタリナの持参金の一部として、港湾都市タンジールとボンベイがイングランドへ割譲された。
軍事的には、喝采戦争は主として毎年行われた侵攻・反撃および国境での持続的な小競り合いからなる戦争である。スペインによる大規模なポルトガル侵攻として、フランスとの和平後にフェリペ4世が命じ、その右腕である将軍カラセナ侯ルイス・デ・ベナビデス (en) が指揮したものがある。この戦役は次の5つの戦いによって雌雄を決することとなった。
- モンティジョの戦い (en) （1644年5月26日）
- エルヴァスの戦い (en) （1659年1月14日）
- アメイシアルの戦い (en) （1663年6月8日）
- カステロ・ロドリゴの戦い (en) （1664年7月7日）
- モンテス・クラロスの戦い (en) （1665年6月17日）

ポルトガル軍はこれらの戦いで全て勝利し、イングランドの仲介の下で1668年、リスボン条約 (en) により和平が成立した。
1884年、1640年の王政復古を記念して、リスボンにレスタウラドーレス広場（pt, 王政復古志士広場）がつくられた。

## 年表

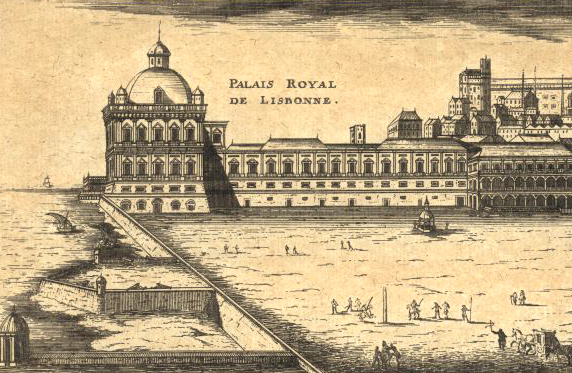
1705年頃に描かれたリベイラ宮殿。1640年12月1日のクーデターがここで起きた

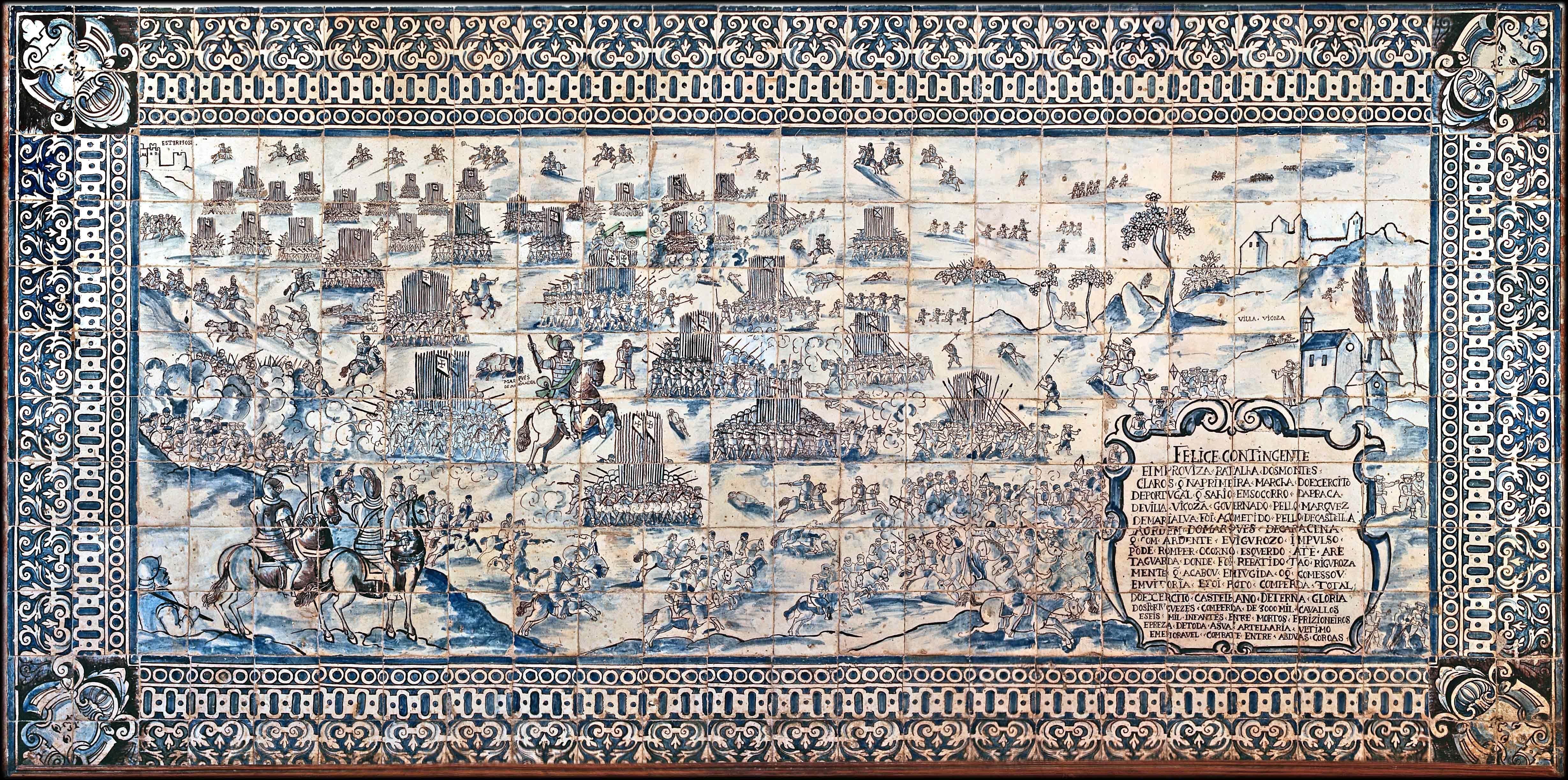
モンテス・クラロスの戦いを描いた17世紀のアズレージョ

- 1640年12月1日 - 貴族から構成された小集団がリスボンのリベイラ宮殿[3]を襲撃し、副王であったマントヴァ公妃マルガリーダ（フェリペ4世の従姉）を拘束・追放した。国民の怨嗟の的であった副王の宰相ミゲル・デ・ヴァスコンセロス (en) は、殺害後に遺体が晒された。リスボン大司教、ブラガ大司教立ち合いの下、ポルトガル貴族の筆頭であるブラガンサ公が即位を宣誓し、ジョアン4世と名乗った。その治世は、スペインからの独立を確立すること、そして独立状態を維持するための闘争で占められることになった。尋問によって発覚した最初の反革命事件は、ルセナ公フランシスコによって鎮圧されて失敗し、ルセナ公は反革命グループの首領を処刑した。しかし、対スペインの28年間にも及ぶ独立戦争は、頻発する内部の脅威で新体制の安定が脅かされたことで、幾度か中断した。
- 1644年 - エルヴァスは、9日間に及ぶスペイン軍の包囲に耐えた。
- 1654年 - ジョアン4世とイングランド護国卿オリバー・クロムウェルとの間に、葡英条約がウェストミンスターで結ばれた。ジョアン4世は、プロテスタントである護国卿の商人たちに対するカトリック側からの危害を防ぐことに同意した。商人たちは、自分たち独自の聖書を使い、カトリック教国であるポルトガルの土にプロテスタントの教義で死者を埋葬することが許された。
- 1656年 - 15年の治世の後にジョアン4世が死去。少年王アフォンソ6世が即位し、王太后ルイサ・デ・グスマンが摂政を務めた。摂政ルイサはスペインとの和平調停を模索した。
- 1659年 - ピレネー条約によってスペイン＝フランス間の長い戦争が終結。スペイン軍がポルトガルの反乱を押さえるために再度投入された。スペイン軍はエルヴァスを包囲したが、マリアルヴァ侯アントニオ・デ・メネセス (en) 率いるポルトガル軍によって退却させられた。
- 1660年 - イングランドでチャールズ2世が王政を復古。摂政ルイサは1654年にイングランド共和国と結んだ条約を再交渉し始めた。ポルトガルは、対スペイン戦争のための兵士と馬をイングランドで募集することを許可された。そしてスコットランドとアイルランドで4,000人の戦闘員を見つけ出し、彼らを運ぶイングランド船を24隻借りることも許可された。派遣軍は、調達されたイングランドの兵器とともにポルトガルに上陸し、そこでは彼らの信仰の自由が保証された。
- 1661年 - ポルトガル宰相カステロ・メリョール伯ルイス・デ・ヴァスコンセロス (en) は、フランス系ドイツ人の将軍フリードリヒ・シェーンベルクが対スペイン勢力の国際的傭兵軍を輝かしく指揮したことに助けられ、また喝采戦争の過程でポルトガルの勝利が続いていたことで、戦争の最終段階に着手しようとした。カステロ・メリョール伯は、軍事費賠償としてガリシアを奪取するため戦争の遂行を計画した。当時ポルトガル宮廷では、カステロ・メリョール伯率いる親フランス派と、親イングランド派とが対立していた。
- 1665年 - 6月17日、ポルトガルは再びモンテス・クラロスの戦いで勝利、マリアルヴァ侯とシェーンベルク将軍はカラセナ侯率いるスペイン軍を敗退させた。スペインはポルトガルと停戦するが、和平条約はその後3年間署名されなかった。
- 1667年 - カステロ・メリョール伯がガリシア侵攻を計画した事実は、9月に起きた宮廷クーデターで、アフォンソ6世の事実上の退位・監禁とカステロ・メリョール伯のフランス追放につながった。権力を掌握したのは王弟ペドロ王子だった。
- 1668年 - 摂政王子ペドロとスペインが結んだリスボン条約 (en) で29年近くに及ぶ戦争が終結した。スペインはついにポルトガルの独立と、ブラガンサ王家の正当性を承認した。ポルトガルはアフリカ大陸のセウタをスペインに割譲したものの、その他のポルトガル植民地全てを保持した。